# Erythronium
Erythronium L., 1753 è un genere di piante angiosperme monocotiledoni appartenenti alla famiglia delle Liliaceae, dall'aspetto di piccole erbacee perenni dai fiori solo apparentemente simili al ciclamino, a causa dei tepali rovesciati.

## Etimologia
Il nome del genere (Erythronium) fa riferimento al colore dei fiori che in qualche specie è sul rosso-ciclamino (Erythros=rosso).
Comuni sono anche i fiori gialli e bianchi.
Il nome di questo genere venne assegnato nel 1753 da Carl von Linné (Rashult, 23 maggio 1707 – Uppsala, 10 gennaio 1778), biologo e scrittore svedese, considerato il padre della moderna classificazione scientifica degli organismi viventi.

## Descrizione

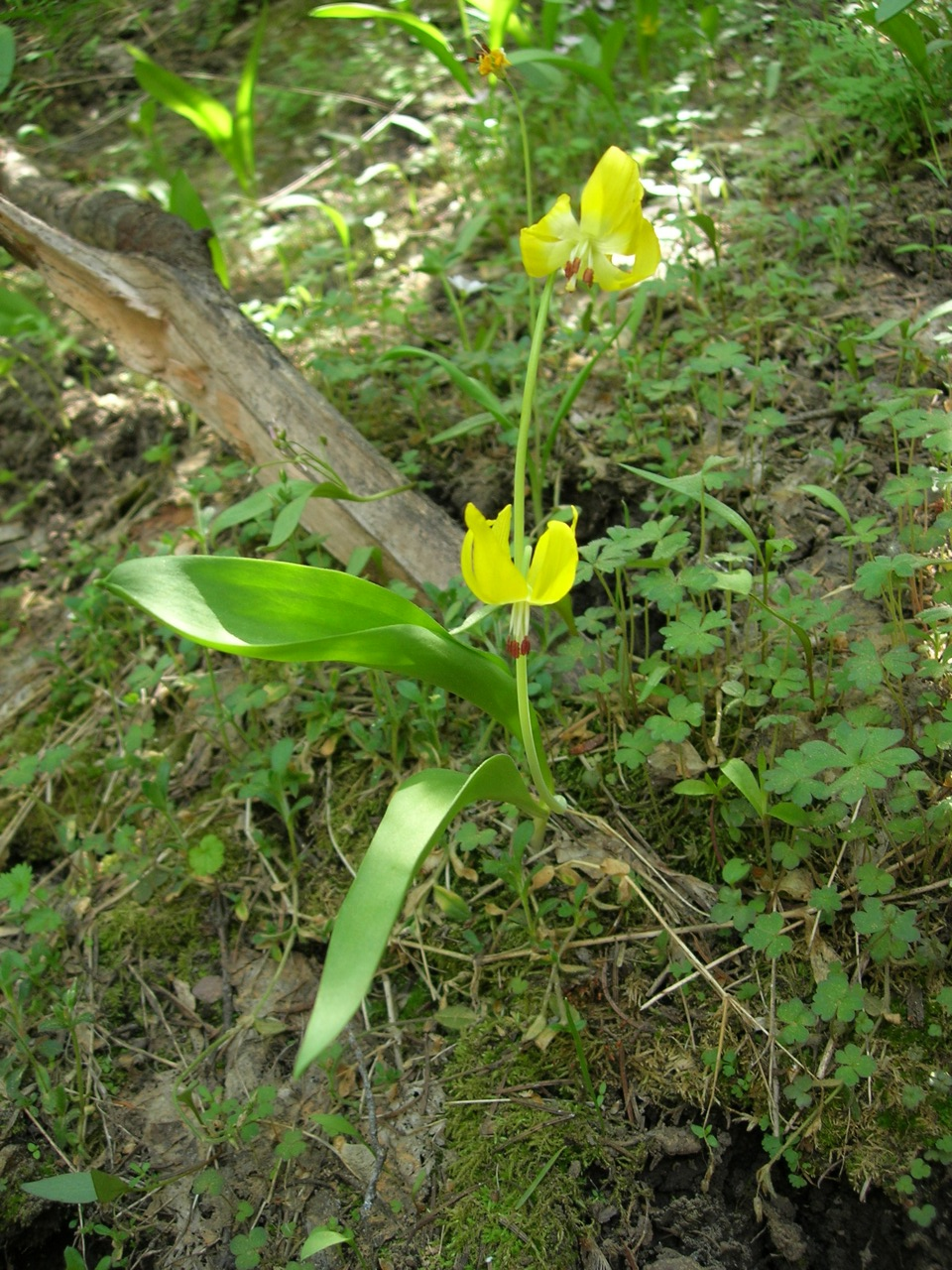
Il portamento (Erythronium grandiflorum)

Sono piante perenni di modesta altezza (non più di alcune decine di centimetri). La forma biologica prevalente è geofita bulbosa (G bulb) : ossia sono piante che portano le gemme in posizione sotterranea. Durante la stagione avversa non presentano organi aerei e le gemme si trovano in un organo sotterraneo chiamato bulbo, un organo di riserva dal quale, ogni anno, si dipartono radici e fusti aerei.

### Radici
Le radici sono prodotte alla base del bulbo e sono del tipo fascicolato.

### Fusto
Sono piante acauli (senza fusto – quello che sembra un fusto in realtà è il peduncolo dell'infiorescenza); possiedono solamente un bulbo sotterraneo di forma cilindrico-conica generalmente avvolto in una tunica membranosa.

### Foglie

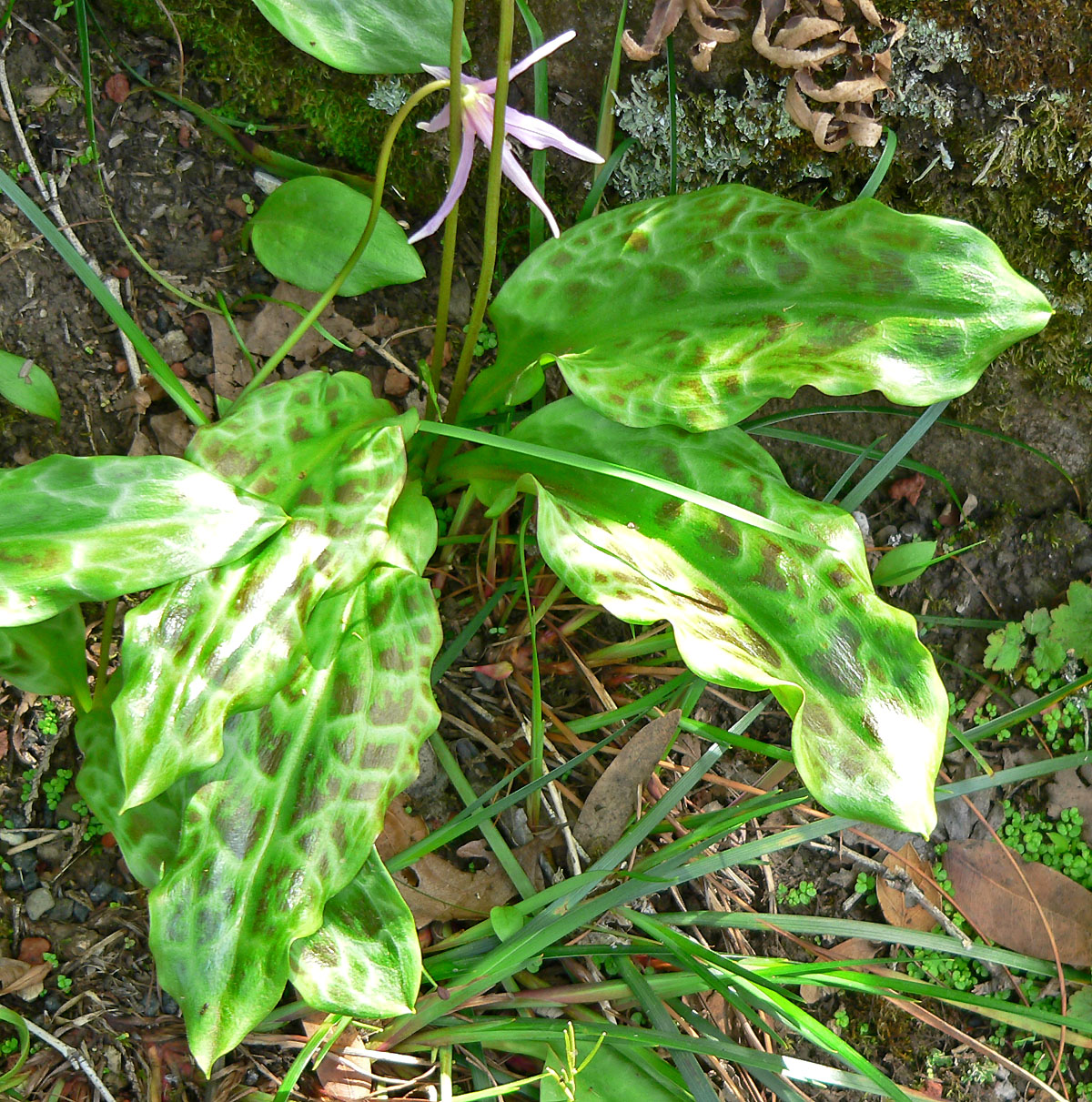
Le foglie (Erythronium revolutum)

Queste pianta normalmente possiedono solo due foglie radicali (o basali), picciolate a forma ovale-lanceolata e a disposizione opposta. Quasi sempre la lamina è maculata con macchie più chiare o più scure a seconda della specie. Non sono presenti le foglie cauline per cui il fiore è sempre ben messo in evidenza.

### Infiorescenza
L'infiorescenza è formata da un unico fiore (più di uno nelle specie americane) portato alla sommità dello stelo (peduncolo) sottile, tondo e ricurvo, a consistenza cerosa, spesso arrossato e glabro. I fiori quindi non sono inseriti direttamente sul bulbo come in altre Liliaceae tipo Colchicum. Il fiore è pendulo (o nutante), ma con i vari tepali del perigonio ripiegati all'infiori e molto spesso all'insù (un po' come il ciclamino).

### Fiori

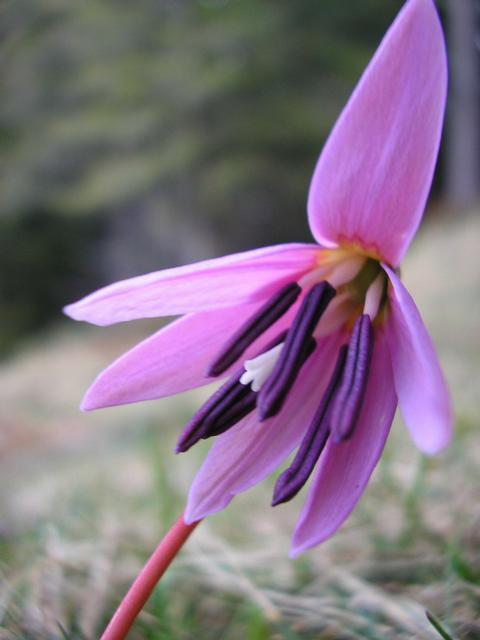
Il fiore (Erythronium dens-canis)

La struttura del fiore è quella tipica delle Monocotiledoni (con il perigonio e non con il perianzio), sono quindi fiori ermafroditi, attinomorfi, 5-ciclici (formati cioè da 5 verticilli: 2 per il perigonio – 2 per l'androceo  - 1 per il gineceo) e trimeri (sia il perigonio che l'androceo è formato da gruppi di tre elementi). 
- Formula fiorale:

* P 3+3, A 3+3, G (3) (supero)
- Perigonio: il perigonio è dialipetalo con 6 tepali liberi (di tipo petaloide) di forma lanceolata ad apice appuntito e il più delle volte portati all'insù, cui fanno da contrappunto stami e pistillo che sporgono nella parte inferiore. All'interno del perigonio sono presenti dei cuscinetti nettariferi.

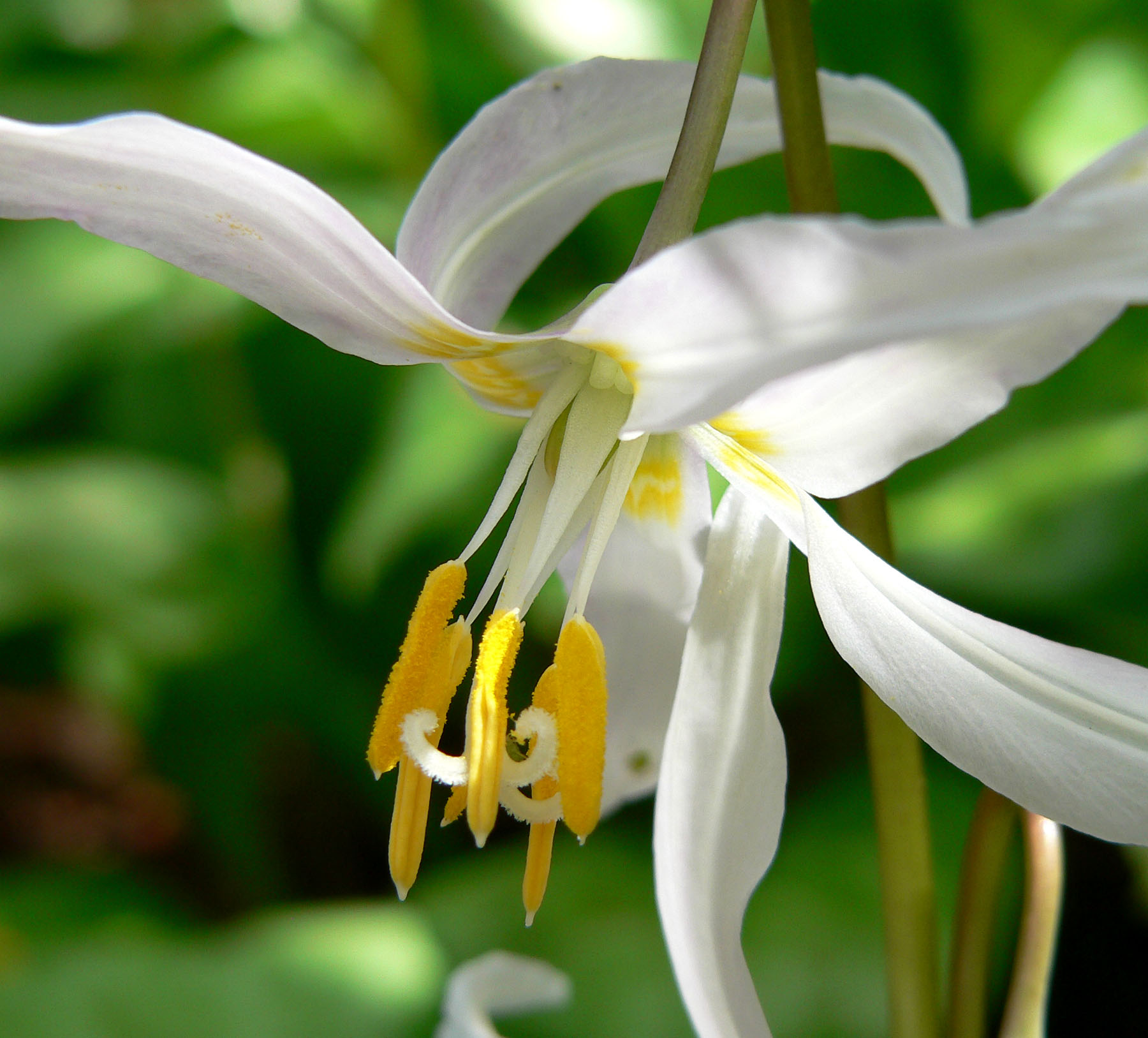
Androceo e gineceo (Erythronium revolutum)

- Androceo: gli stami sono 6 con antere “basifisse” (sono attaccate ai loro filamenti per la base – per cui risultano lineari) a loro volta i filamenti sono inseriti alla base dei tepali.
- Gineceo: lo stilo è singolo con stimma trilobo (sviluppato a ventaglio, ossia in piano) su un ovario supero e triloculare (formato da 3 carpelli saldati) contenente diversi ovuli. Lo stilo a volte è più lungo degli stami per cui sporge visibilmente.
- Fioritura: la fioritura è nella maggioranza delle specie primaverile.
- Impollinazione: l'impollinazione è entomofila, ossia tramite insetti (farfalle e ditteri).

### Frutti
Il frutto è del tipo a capsula posta al centro del perigonio che in fase di fruttificazione è in via di marcescenza (rimane solo lo stilo che è persistente). La forma è ovoidale a sezione trigona. La deiscenza è del tipo loculicida. I semi maturano circa un mese dopo la fioritura.

## Distribuzione e habitat
La diffusione di questo genere è concentrata quasi unicamente nell'emisfero settentrionale con un areale “Eurasiatico” comprendente l'Europa orientale e meridionale, ma anche il Caucaso, la Siberia e il Giappone; e uno Nordamericano comprendente i due versanti delle Montagne Rocciose e i boschi freddi e le alture che vanno dalla California fino al Canada.

L'habitat tipico sono i boschi di latifoglie a mezz'ombra e su terreni piuttosto freschi.

## Tassonomia
Il genere Erythronium comprende le seguenti specie:
- Erythronium albidum Nutt., 1818
- Erythronium americanum Ker Gawl., 1808
- Erythronium californicum Purdy, 1904
- Erythronium caucasicum Woronow, 1933
- Erythronium citrinum S.Watson, 1887
- Erythronium dens-canis L., 1753
- Erythronium elegans P.C.Hammond & K.L.Chambers, 1985
- Erythronium grandiflorum Pursh, 1813
- Erythronium helenae Applegate, 1933
- Erythronium hendersonii S.Watson, 1887
- Erythronium howellii S.Watson, 1887
- Erythronium idahoense H.St.John & G.N.Jones, 1929
- Erythronium japonicum Decne., 1854
- Erythronium klamathense Applegate, 1930
- Erythronium mesochoreum Knerr, 1891
- Erythronium montanum S.Watson, 1891
- Erythronium multiscapideum (Kellogg) A.Nelson & P.B.Kenn., 1908
- Erythronium oregonum Applegate, 1935
- Erythronium pluriflorum Shevock, Bartel & G.A.Allen, 1991
- Erythronium propullans A.Gray, 1871
- Erythronium purpurascens S.Watson, 1877
- Erythronium pusaterii (Munz & J.T.Howell) Shevock, Bartel & G.A.Allen, 1991
- Erythronium quinaultense G.A.Allen, 2001
- Erythronium revolutum Sm., 1809
- Erythronium rostratum W.Wolf, 1941
- Erythronium sajanense Stepanov & Stassova
- Erythronium shastense D.A.York, J.K.Nelson & D.W.Taylor
- Erythronium sibiricum (Fisch. & C.A.Mey.) Krylov, 1929
- Erythronium sulevii (Rukans) Stepanov
- Erythronium taylorii Shevock & G.A.Allen, 1998
- Erythronium tuolumnense Applegate, 1930
- Erythronium umbilicatum C.R.Parks & Hardin, 1963

In Europa e sul territorio italiano è presente una sola specie, Erythronium dens-canis.

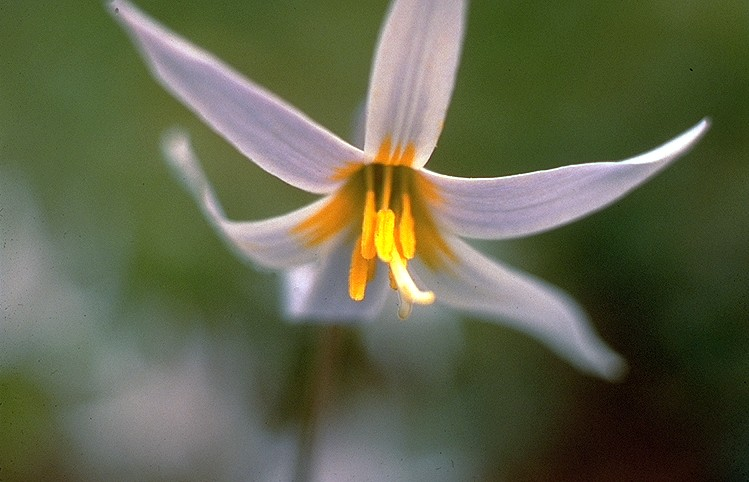
Erythronium albidum
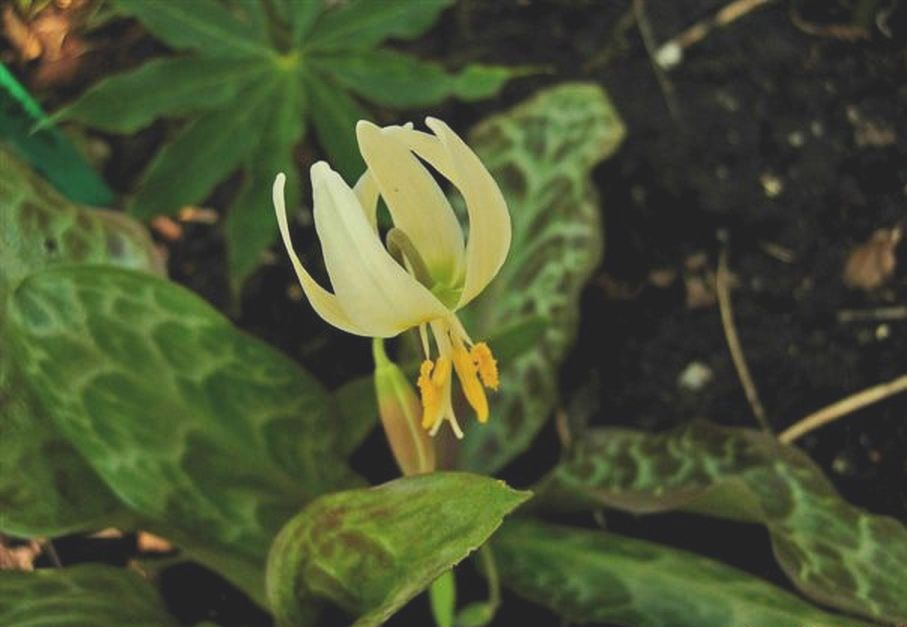
Erythronium citrinum
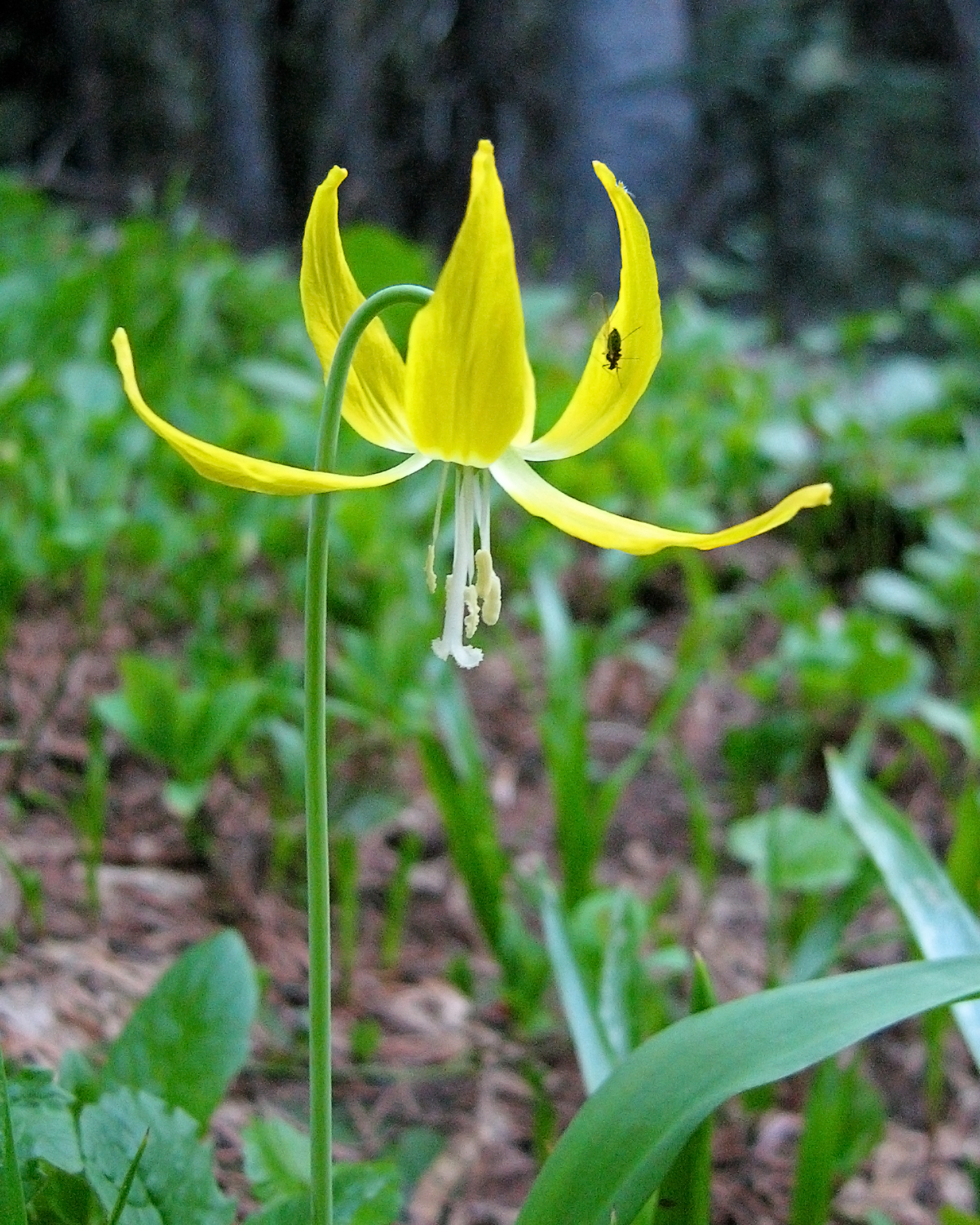
Erythronium grandiflorum
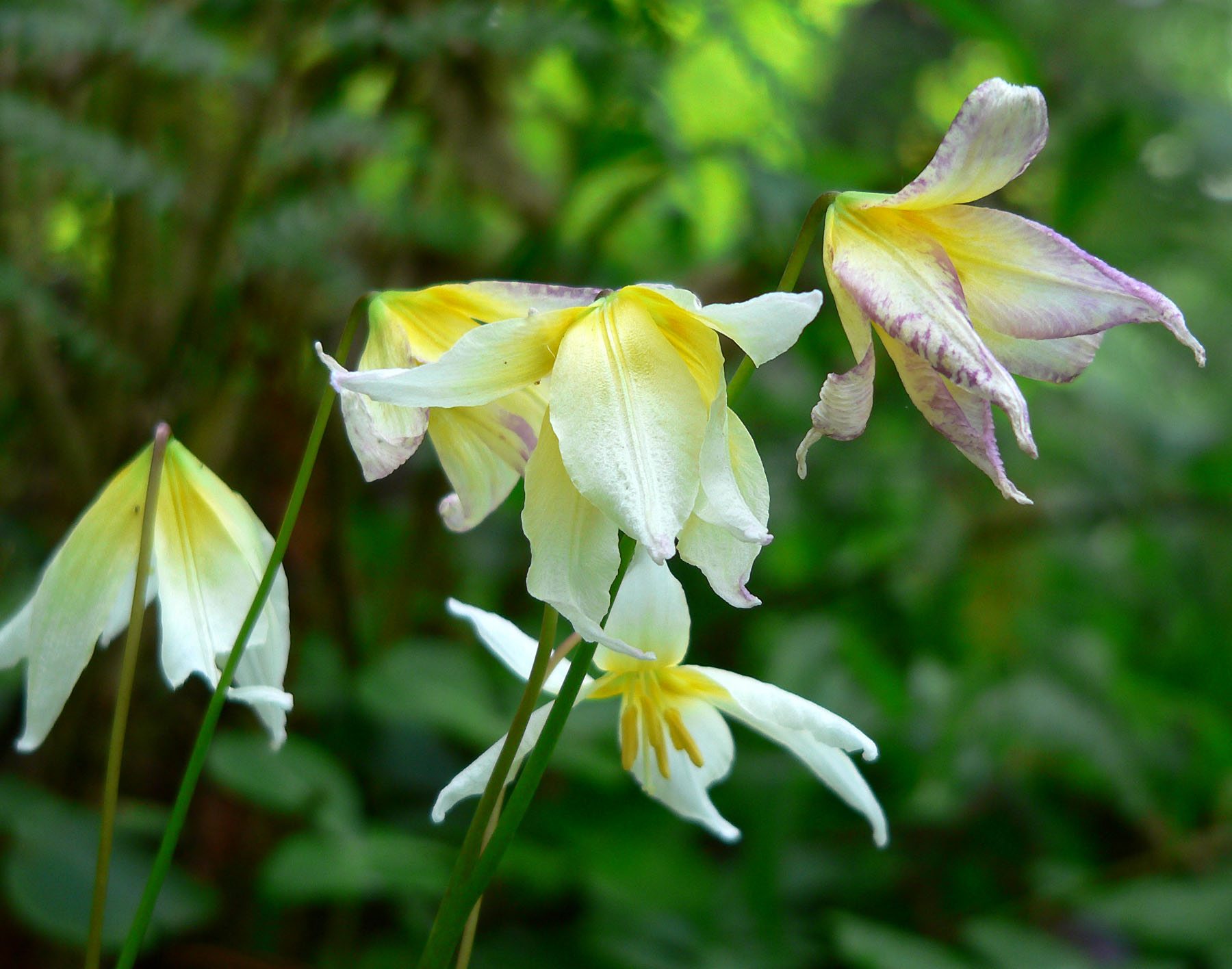
Erythronium helenae
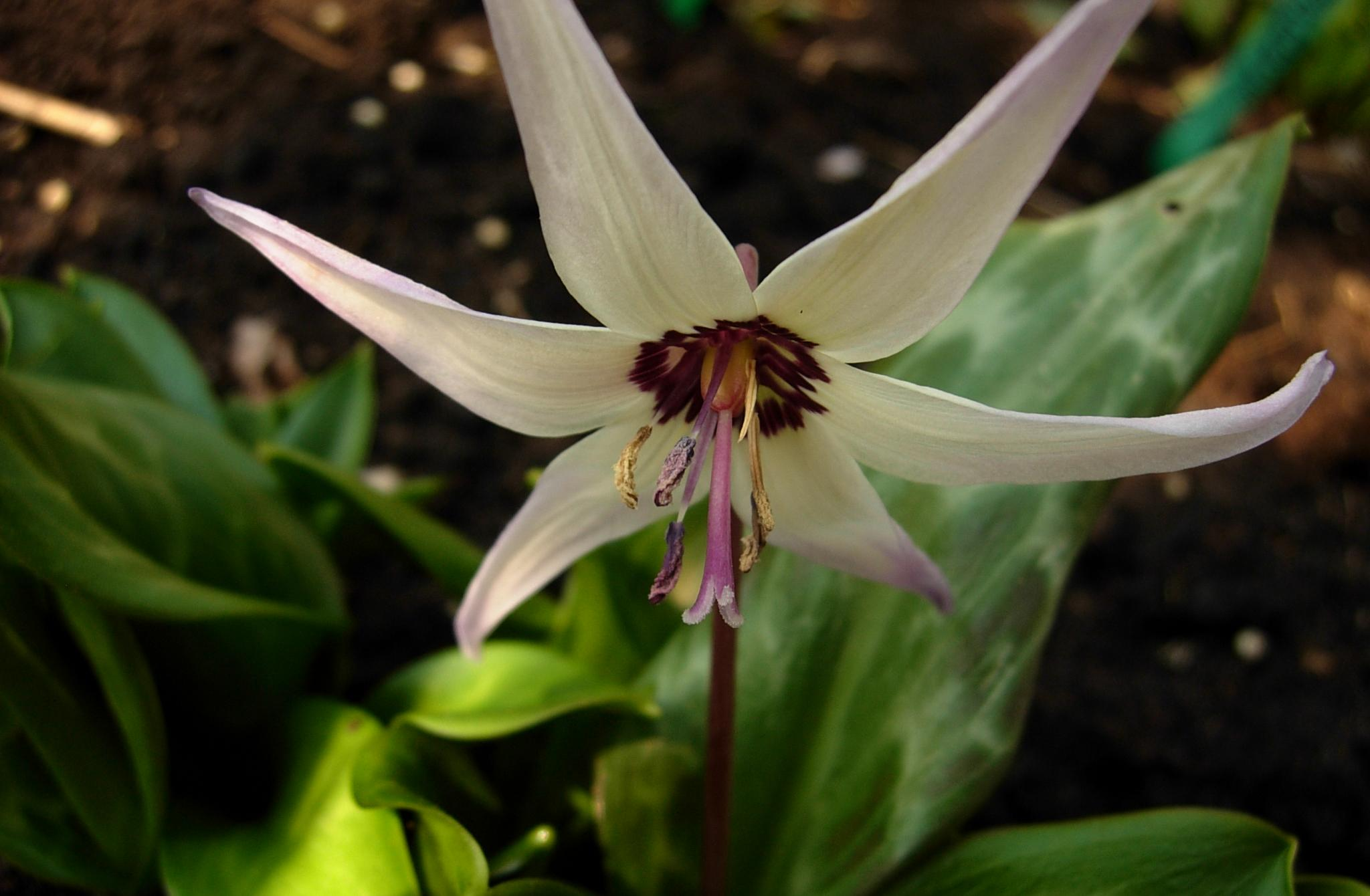
Erythronium hendersonii
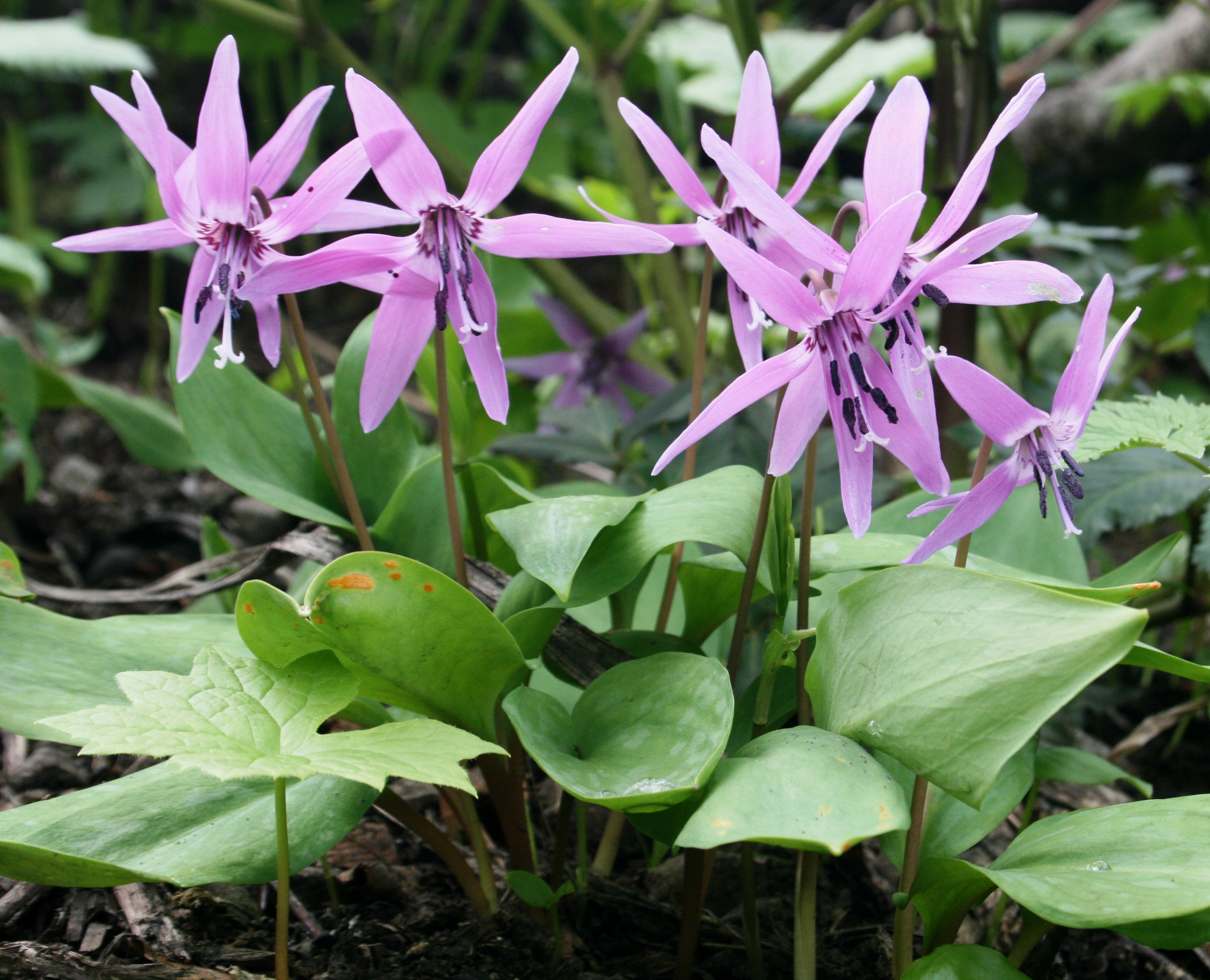
Erythronium japonicum
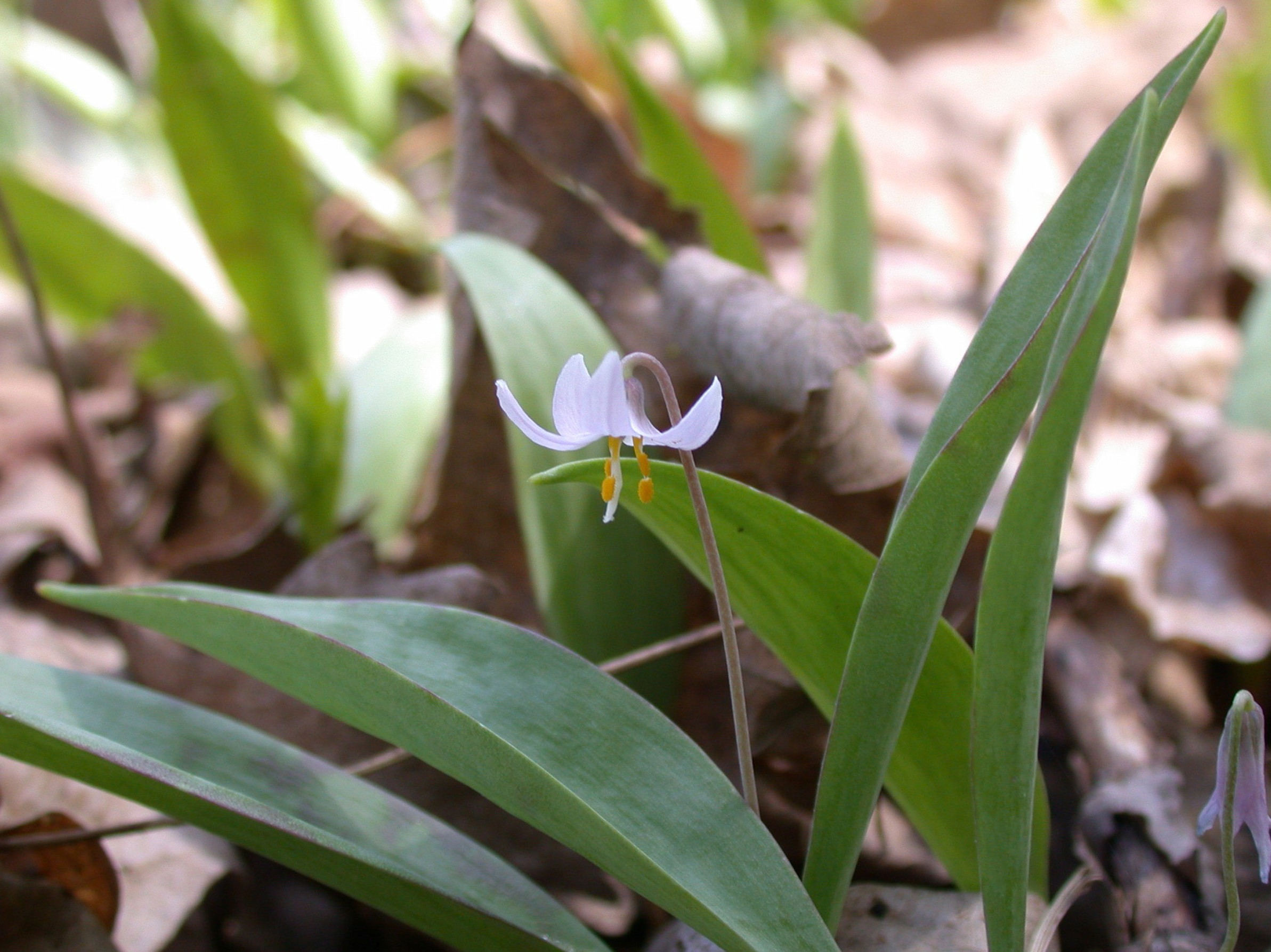
Erythronium propullans
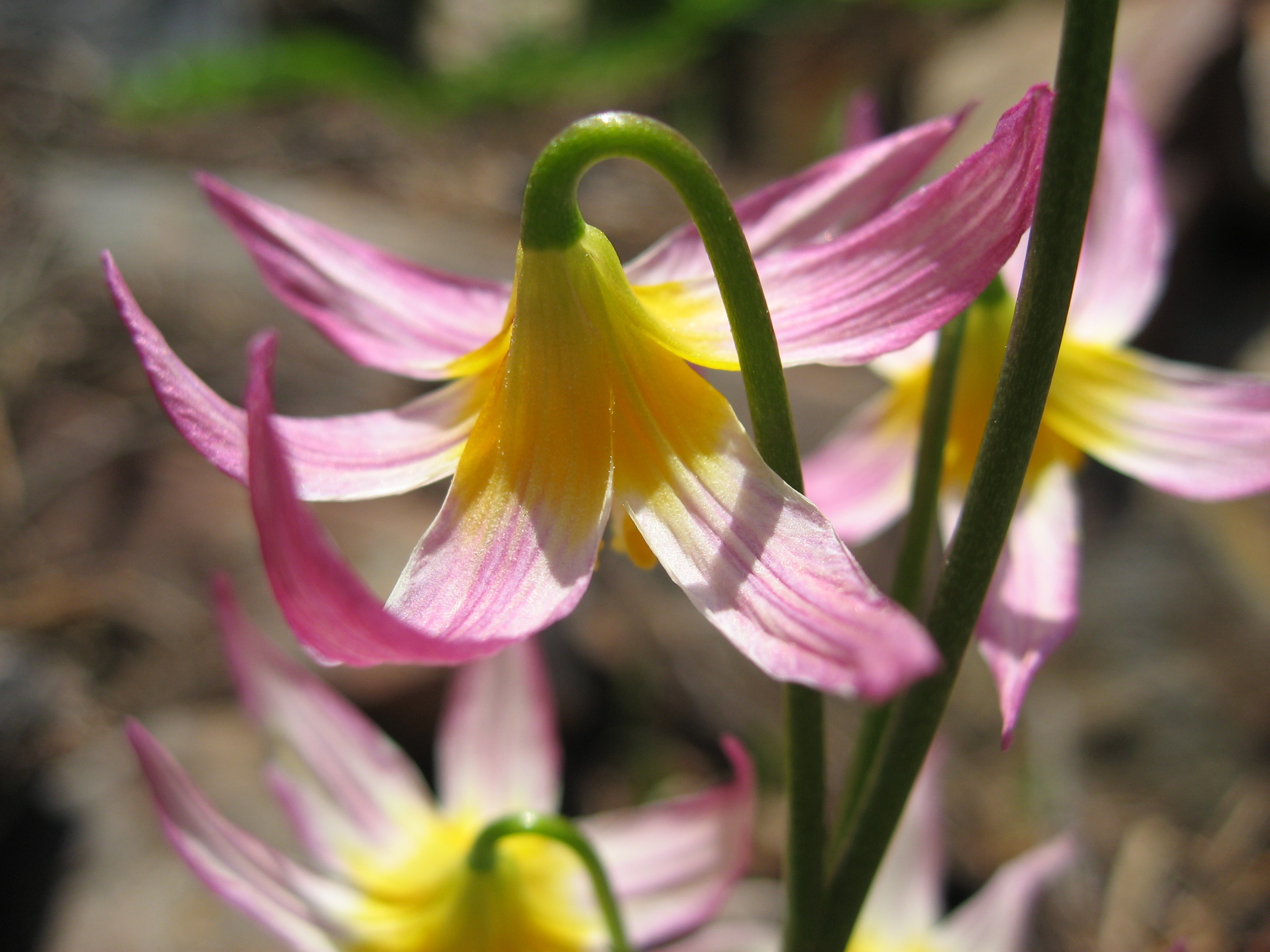
Erythronium purpurascens
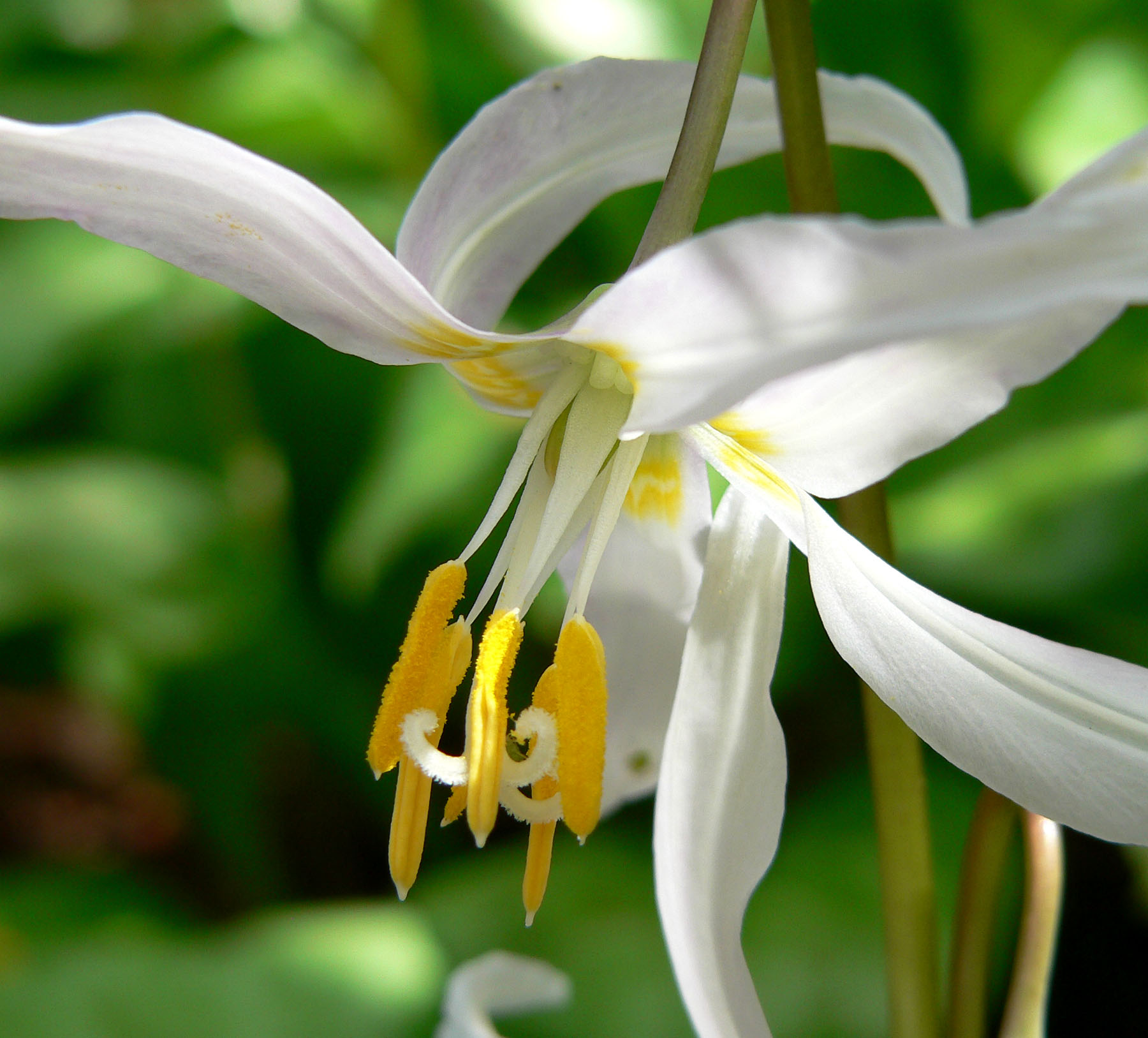
Erythronium revolutum
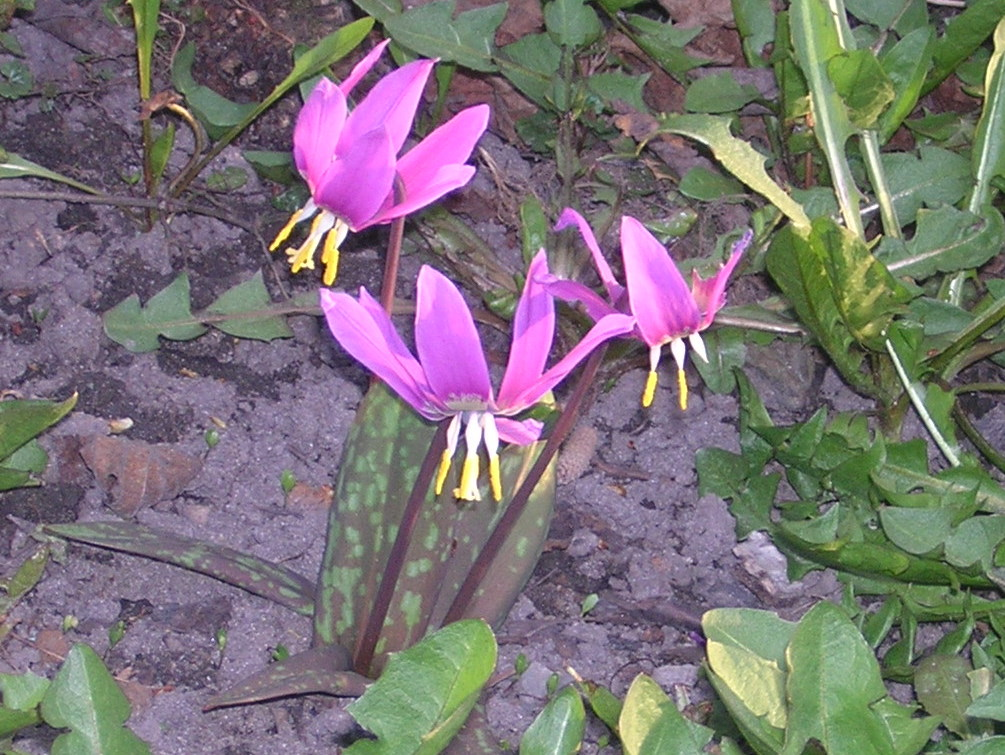
Erythronium sibiricum

I botanici usano dividere in due gruppi geografici la composizione del genere di questa scheda:
- Gruppo del Vecchio Continente con la sola specie Erythronium dens-canis.
- Gruppo del Nuovo Mondo: questo secondo gruppo è molto più nutrito di specie il cui areale è centrato soprattutto nell'America settentrionale-occidentale.  La distinzione morfologica più evidente tra questi due gruppi è che le specie americane (con rare eccezioni) sui tre tepali più interni, alla loro base, sono presenti delle orecchiette a cresta.

Va notato comunque che le specie nordamericane non sono ben differenziate tra di loro, e che inoltre le singole specie sono soggette ad una notevole variabilità: si tratta indubbiamente di un genere polimorfo.

## Usi

### Cucina
In diverse zone queste piante trovano un utilizzo in cucina. Il bulbo è commestibile (essiccato e macinato fornisce della farina) come anche le foglie che possono essere mangiate sia crude che cotte. Da alcune specie si può ricavare dell'amido utilizzato per prodotti alimentari come la pasta.

### Giardinaggio
Il principale impiego di queste piante è nel giardinaggio. Risalgono al 1596 le prime notizie d'importazione di queste piante in Inghilterra da parte dei vari giardinieri. Altre piante furono importate dall'America (Canada orientale, Arkansas e Florida) verso il 1665.

Queste piante vanno poste in luoghi ombreggiati e freschi su terreni leggeri. La riproduzione avviene in estate per moltiplicazione (o divisione) dei bulbi che vanno posti a circa 5–6 cm sottoterra o per seme in autunno.

Da queste piante i giardinieri hanno ricavato diverse cultivar (“Pagoda”, “Sundisc”, “Giovanna”, “Kondo”, e altri).
Alcune cultivar.

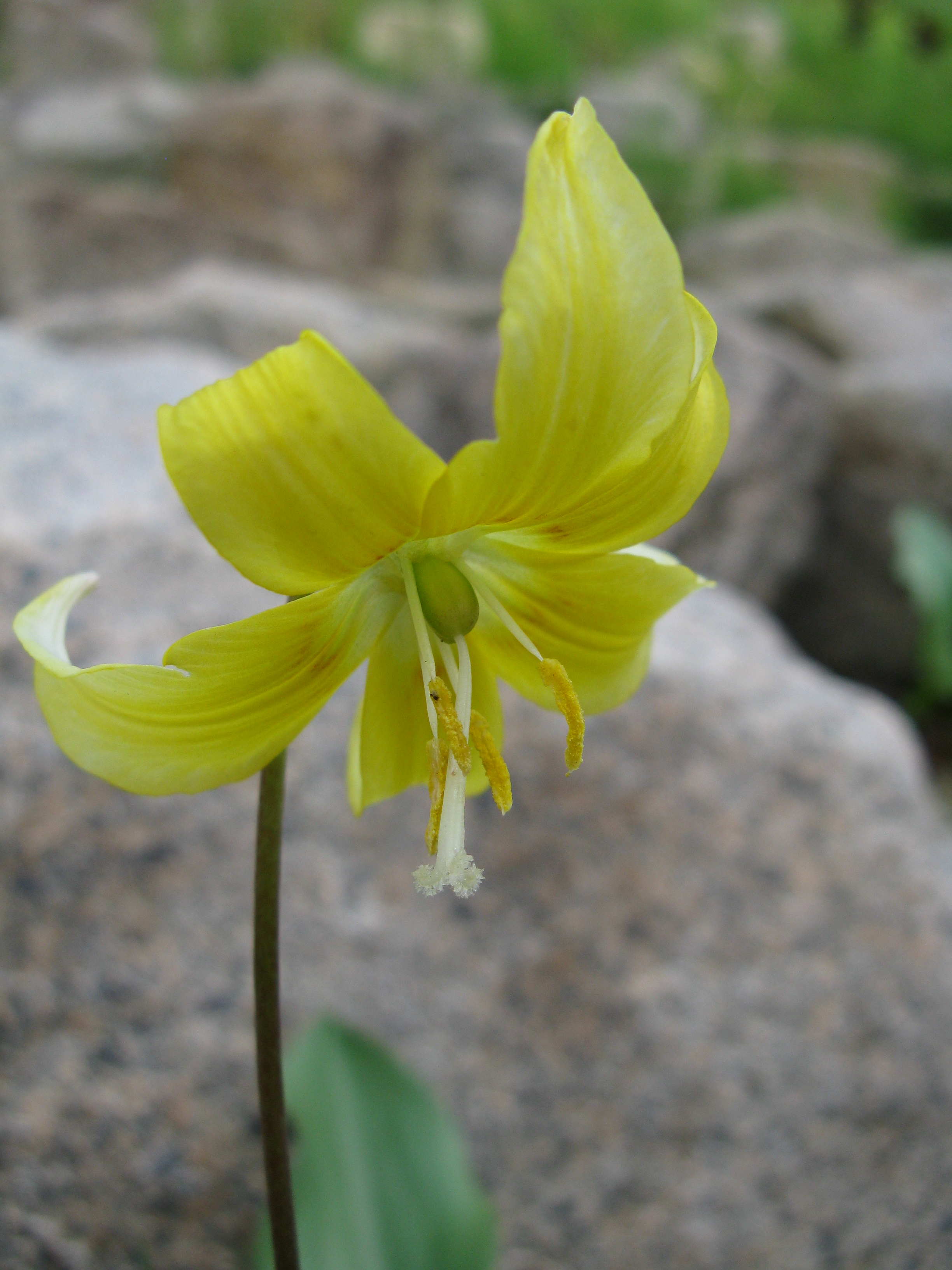
Pagoda
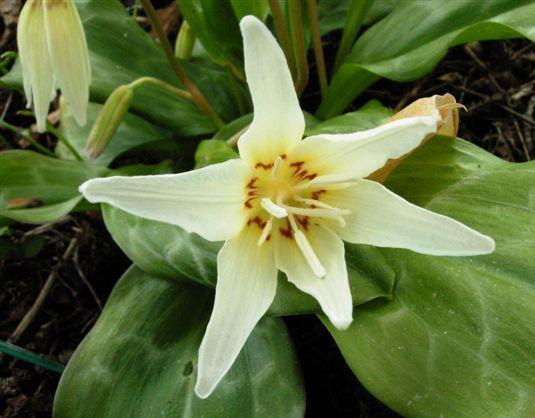
White Beauty
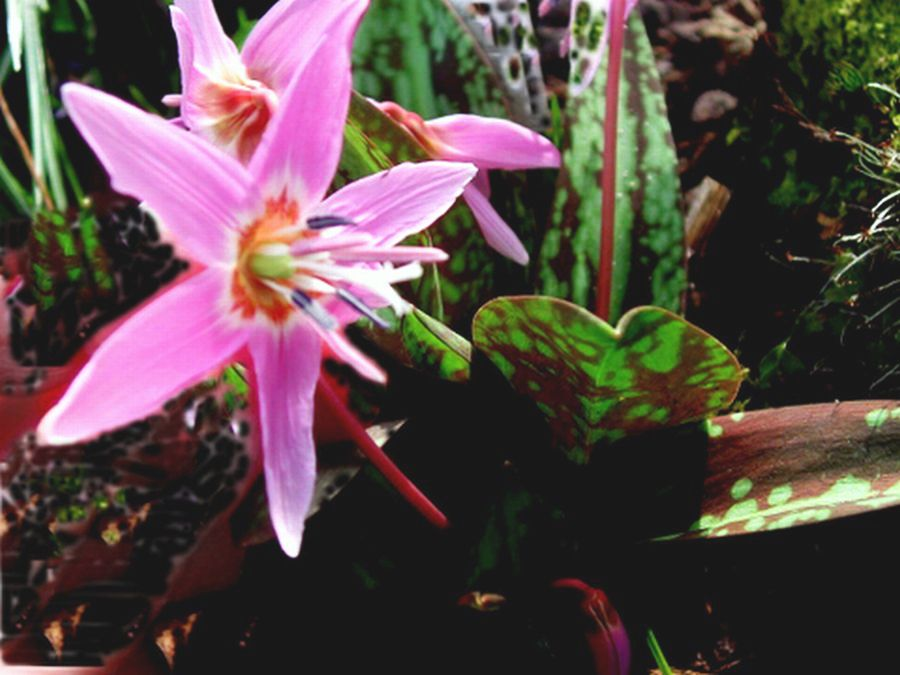
Purple King
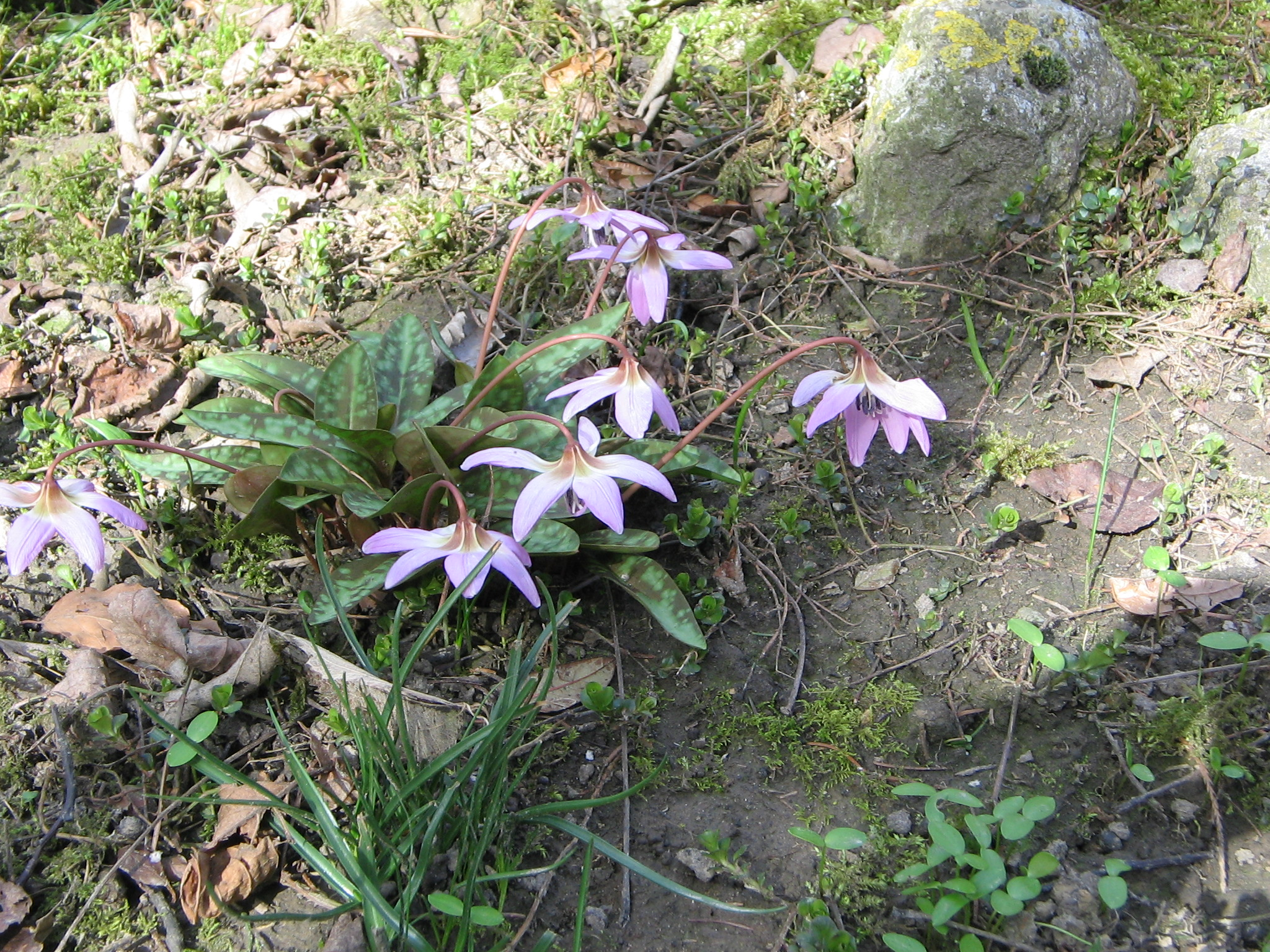
Rose Queen